# Pomatorhinus ferruginosus
La cimitarra coralina (Pomatorhinus ferruginosus) es una especie de ave paseriforme de la familia Timaliidae endémica del Himalaya oriental.

## Distribución y hábitat

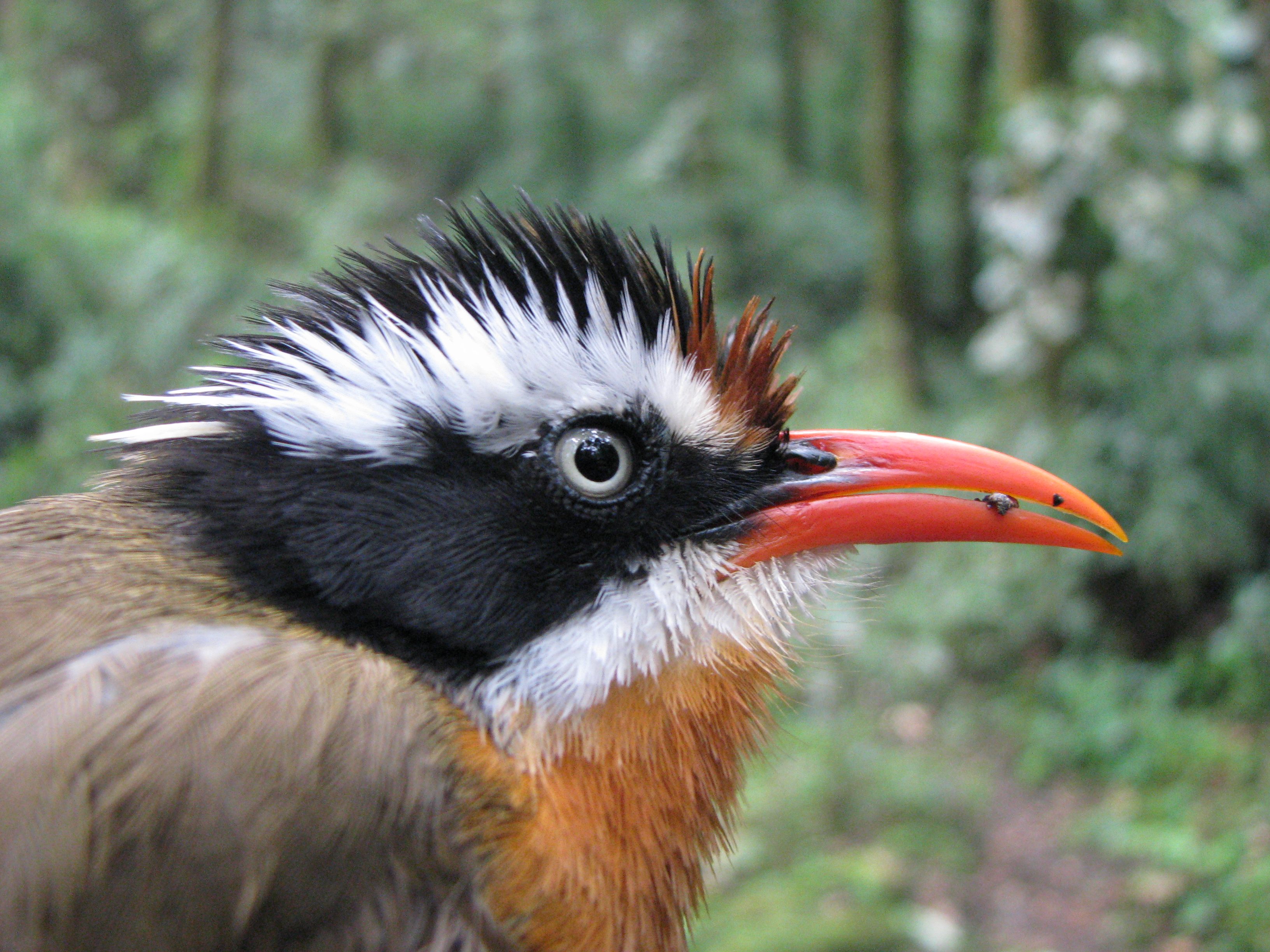
Detalle de la cabeza.

Se encuentra únicamente en el Himalaya oriental, distribuido por Nepal, el noreste de la India, Bután y el sudeste de China. Su hábitat natural son los bosques húmedos de montaña subtropicales.